# Johann Dietrich von Gemmingen (1676–1757)
Johann Dietrich von Gemmingen (* 19. Januar 1676 auf Burg Guttenberg; † 26. September 1757 in Fürfeld) war Reichsritter und von 1725 bis zu seinem Tod Direktor des Ritterkantons Kraichgau. Er war Grundherr in Fürfeld und hatte zahlreichen weiteren Besitz in anderen Orten. Mit ihm begann eine Misswirtschaft innerhalb des Fürfelder Zweigs der Freiherren von Gemmingen, die nahezu den Ruin des Hauses Fürfeld und den Verkauf seiner meisten Güter an andere Zweige der Familie zur Folge hatte.

## Leben
Er war der Sohn des Otto Dietrich von Gemmingen (1647–1695) und dessen erster Gattin Anna Rosina von Ellrichshausen (1638–1676). Er besaß Burg und Ort Fürfeld sowie die Hälfte von Burg Guttenberg, Neckarmühlbach, Hüffenhardt und Kälbertshausen, war Ganerbe in Bönnigheim und Erligheim und hatte Rechte in Adelshofen und Großgartach. In Fürfeld, wo das Schloss Fürfeld durch einen Franzoseneinfall im Pfälzischen Erbfolgekrieg 1693 zerstört worden war, begann er ab 1706 mit dem Wiederaufbau. In Glaubensfragen galt Johann Dietrich als mild und gnädig, gleichwohl leitete er 1716 einen Hexenprozess gegen die im Folgejahr in Fürfeld auf dem Scheiterhaufen verbrannte Anna Maria Wagemann.
1704 kam er in den Ritterausschuss, 1712 war er Ritterrat und am 6. Februar 1725 wählte ihn der Ritterkanton Kraichgau zum Direktor. Er stand dem Ritterkanton 32 Jahre bis zu seinem Tod vor. 1742 beherbergte er Karl VII. auf dessen Weg zur Kaiserwahl nach Frankfurt.
Trotz seines umfangreichen Besitzes hat Johann Dietrich schon im mittleren Lebensalter immer wieder finanzielle Engpässe gehabt. Bereits 1707 verpfändete er die Dammhöfer Gült zu Bonfeld und die Fruchtgült zu Wagenbach (heute zu Obergimpern) an Helena von Gemmingen zu Bonfeld um 500 Gulden. Im selben Jahr verpachtete er auch die Fürfelder Landacht. 1712 wurde das Pfand für die Dammhöfer Gült und die Fürfelder Landacht um jeweils etwa 1500 Gulden erneuert. 1729 verpfändete Johann Dietrich an Helena auch alle Rechte in Stetten am Heuchelberg.
Von seinem kinderlosen Vetter Johann Adam von Gemmingen (1686–1742) erbte er 1745 ein Drittel von dessen Gütern. Der Wert der Erbmasse belief sich auf rund 90.000 Gulden. Allerdings war Johann Dietrich so verschuldet, so dass die gesamte Erbschaft zwischen 1746 und 1752 für rund 27.000 Gulden auf Wiederkauf an Pleikard von Gemmingen verkauft wurde. Zum Wiederkauf kam es nicht. 1832 haben Johann Dietrichs Erben durch den Amtmann Hölder versucht, diese Güter und die schon vorher verpfändeten Rechte zurückzugewinnen. Ihr Anspruch war jedoch inzwischen verjährt.
Johann Dietrich hat außerdem 1750 einen Anteil des Unterschlosses  für 6000 Gulden auf Wiederkauf an Pleikard Dietrich von Gemmingen abgetreten und die ihm von seiner Mutter zugefallene Gült in Großgartach für 1400 Gulden an den Grafen F. W. von Grävenitz verkauft.
Zur Verschuldung des Fürfelder Hauses der Freiherren von Gemmingen soll insbesondere Johann Dietrichs zweite Gattin Rosine Juliane Greck von Kochendorf (1679–1762) beigetragen haben, die allein für Johann Dietrichs Begräbnis in der Fürfelder Kirche die stattliche Summe von 734 Gulden aufwendete. Diese Misswirtschaft dauerte unter seinen Nachkommen an, welche die Schulden des Hauses nicht begleichen konnten. Johann Dietrichs Söhne starben noch vor ihm, und die Enkel standen unter Vormundschaft. Die Vormünder beklagten einen schlechten Hausvogt, lüderliche Förster, unfähige Beamte, habsüchtige Dienstboten und Speckmägde. Im Laufe der Zeit summierten sich die Schulden des Hauses auf über 100.000 Gulden.
Das Haus Fürfeld musste 1762 die Fürfelder Hälfte an Guttenberg, Mühlbach und Zugehör für 40.000 Gulden verkaufen und auf Hüffenhardt ein Darlehen von 20.000 Gulden aufnehmen. 1768 verkauften sie auch noch die Fürfelder Hälfte an Hüffenhardt, ein Viertel von Kälbertshausen sowie Jagdrechte in Siegelsbach und Bargen für weitere 21.000 Gulden. Da das Haus weiterhin verschuldet war, sprang der Ritterkanton Kraichgau ein und steuerte gegen Inbesitznahme von Fürfeld schließlich noch 36.000 Gulden zur Schuldentilgung bei.

## Familie
In erster Ehe war er ab 1698 mit Christine Juliane Albertine Hofer von Lobenstein (1675–1718) verheiratet, ab 1720 mit Rosine Juliane Greck von Kochendorf (1679–1762). Der ersten Ehe entstammten die beiden Söhne Philipp Friedrich († 1751) und Burkhard Dietrich (1703–1749), die beide vor dem Vater verstarben. Der Besitz Johann Dietrichs von Gemmingen fiel daher an seinen Enkel Johann Philipp Dietrich von Gemmingen (1729–1785), Sohn des Burkhard Dietrich, der den Zweig Guttenberg-Fürfeld der Freiherren von Gemmingen fortsetzte.
Nachkommen:
- Christina Karoline (*/† 1699)
- Philipp Friedrich (1700–1751) ⚭ Leopoldine Ernestine Zobel von Giebelstadt
- Juliana Sophia (1701–1707)
- Burkhard Dietrich (1703–1749) ⚭ Charlotte Katharina Senft von Sulburg (1704–1749)
- Helena Maria Christina (1705–1737) ⚭ Philipp Adam von Gemmingen-Widdern
- Dorothea Friederike (1711–1724)
- Johann Dietrich (1713–1716)